# العطفة (مكيراس)

تعديل مصدري - تعديل

العطفة هي إحدى قرى عزلة مكيراس بمديرية مكيراس التابعة لمحافظة البيضاء، بلغ تعداد سكانها 344 نسمة حسب تعداد اليمن لعام 2004.